# Jong Tae-Se
Jong Tae-Se (Nagoya, Prefectura d'Aichi, Japó, 2 de març de 1984) és un exfutbolista nord-coreà. Va disputar 33 partits amb la selecció de Corea del Nord.